# Saint Andrew’s Buenos Aires
Saint Andrew’s Scots School – argentyński klub piłkarski z siedzibą w mieście Olivos leżącym w obrębie zespołu miejskiego Buenos Aires. Pierwszy mistrz Argentyny.

## Osiągnięcia
- Mistrz Argentyny: 1891

## Historia

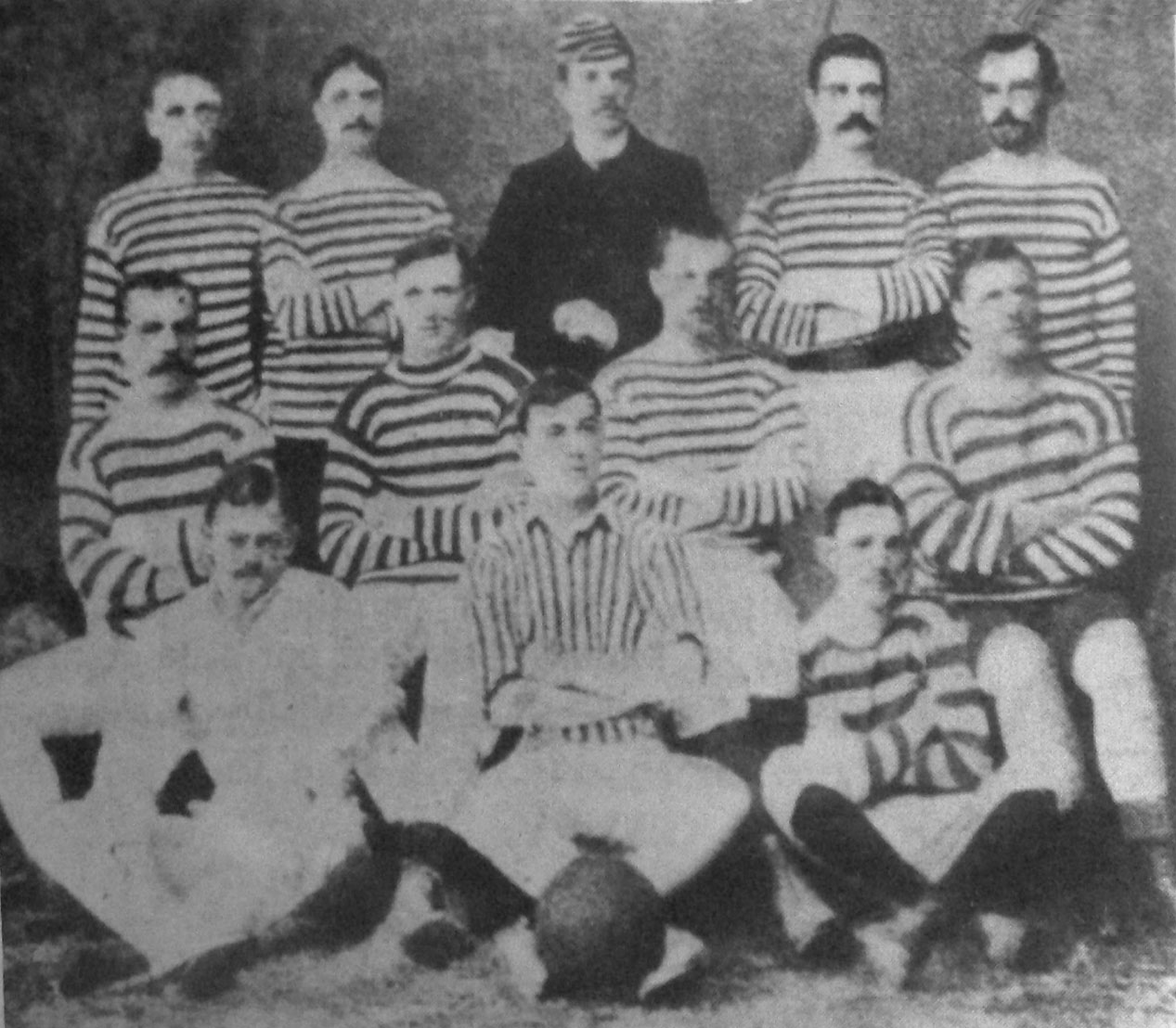
St. Andrew’s football, 1891.

Klub założony został przy szkole Saint Andrew’s Scotch School założonej w 1838 roku przez szkockich osadników. W 1891 roku rozegrano pierwsze w dziejach piłkarskie mistrzostwa Argentyny wygrane przez klub Saint Andrew’s. Pierwsze mistrzostwa nie były oficjalne - dopiero w 1893 rozegrano mistrzostwa pod egidą argentyńskiej federacji piłkarskiej. Klub Saint Andrew’s nie wziął w nich udziału, ale uzyskał prawo gry w następnej edycji - w 1894 roku. Klub zajął piąte, przedostatnie miejsce – był to ostatni występ klubu Saint Andrew’s w pierwszej lidze Argentyny.